# Hilda Chater
Hilda Florence Chater (28 d'agost de 1874 - 27 de novembre de 1968) va ser una jugadora d'escacs anglesa i irlandesa, quatre vegades guanyadora del Campionat d'escacs femení d'Irlanda.

## Biografia
Hilda Chater va estar activa als escacs de Cornualla als anys 20 i 30. Va ser membre de l'Associació d'Escacs del Comtat de Cornualla. Hilda Chater va representar el comtat de Cornualla als escacs per correspondència i als tornejos d'escacs sobre el tauler. El 1928 i el 1929 va guanyar dues vegades el primer torneig d'escacs individual del comtat de Cornwall. El 1939 Hilda Chater va participar per primera vegada al Campionat d'escacs femení britànic en el qual va jugar diverses vegades més. El seu millor resultat al Campionat d'escacs femení britànic va ser el quart lloc el 1951. L'any 1950 Hilda Chater va anar a viure a Belfast. El 1954, va guanyar el primer campionat d'escacs femení irlandès després dels playoffs. Hilda Chater va repetir aquest èxit tres vegades més: 1954, 1955 i 1957. El 1957, a Emmen, als 82 anys, va representar Irlanda al primer tauler de la 1a Olimpíada d'escacs femenina. En aquest moment s'havia fet coneguda com la Gran Dama dels Escacs.